# Dobromir Karamarinow

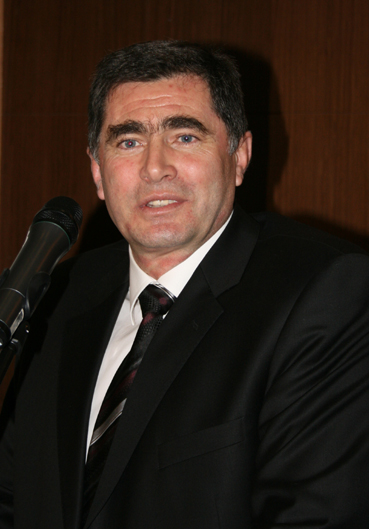
Dobromir Karamarinow (2007)

Dobromir Karamarinow (bulgarisch Добромир Карамаринов; * 26. März 1958 in Sliwen, Bulgarien) ist ein bulgarischer Leichtathletikfunktionär.

## Karriere
Seit dem 14. Oktober 2021 ist er Präsident der European Athletic Association. Vorher war er bereits seit 2015 Vizepräsident und hiernach Interimspräsident, nachdem Svein Arne Hansen an einem Schlaganfall verstarb.
Karamarinow war außerdem Präsident der Bulgarian Athletic Federation und der Association of the Balkan Athletics Federations von 2010 bis 2021.